# Gaskompressor
 For alternative betydninger, se Kompressor.
En gaskompressor er en maskine, der komprimerer gas. Processen kaldes gaskomprimering eller gaskompression.

## Gaskompressor i visse biler
Gaskompressoren i visse biler virker, i modsætning til en turbolader, med det samme. Den er drevet af motorens kilerem og følger med lige fra start af motoren. En ulempe ved kompressoren er dog at den ved høje omdrejninger ikke altid kan hamle op med en turbo, en løsning herpå kan være at montere både turbo og kompressor som det er tilfældet med den danske superbil Zenvo ST1 og VWs TSI-motorer.

## Kompressorens virkemåde
Gaskompressoren – i motorterminologi ofte blot benævnt kompressoren – drives af forbrændingsmoterens krumtapaksel. ligesom en turbolader er formålet at hæve trykket i motorens indsugning, så motorens virkningsgrad og dermed også motorens effekt forøges. Afhængigt af kompressorens konstruktion er det en billigere løsning end en turbolader, da kompressorens omdrejninger er lavere end turboladerens. Herved er det muligt at anvende en simplere og billigere lejekonstruktion.

## Fordele og ulemper
Idet kompressoren drives af motorens krumtap, følger den altid motoromdrejningerne. Dette betyder at når motorens omdrejningstal stiger, stiger kompressorens omdrejningstal samtidig, modsat turboladeren, hvis omdrejninger er bestemt af udstødningsgassens tryk og masseflow. Fænomenet, at turboen er et stykke tid om at nå op i omdrejninger kaldes undertiden turbotøven.
Kompressoren leverer den højeste relative effektforøgelse til motoren ved lave omdrejningstal. Turboens bedste virkningsområde er ved høje omdrejninger. Således finder kompressoren anvendelse i Dragrace hvor der typisk køres med V8-motorer, hvis natur ikke er høje omdrejninger. På områder, hvor motoromdrejningstallene generelt er højere, anvendes turbolader.